# Joseph Jacobs
Pour les articles homonymes, voir Jacobs.
Joseph Jacobs (29 août 1854 à Sydney – 30 janvier 1916 à Yonkers) est un historien australien de la littérature et du judaïsme. 
Membre du comité éditorial de la Jewish Encyclopedia, il fut aussi un folkloriste remarquable, qui créa plusieurs collections bien connues de contes de fées.

## Biographie
Joseph Jacobs naît à Sydney en Australie, dans une famille juive. Il fait ses études au lycée et à l'université de Sydney, où il reçoit une bourse pour les lettres, les mathématiques et la chimie. Il ne termine pas ses études à Sydney, mais en Angleterre, où il part à l'âge de 18 ans. Il entre au St Johns' College de Cambridge, et y passe son B.A. en 1876 et en 1877, puis part étudier à l'université de Berlin.
De 1878 à 1884, il est le secrétaire de la Society of Hebrew Literature et se fait connaître en 1882 comme auteur d'une série d'articles dans le Times sur la persécution des Juifs en Russie. Il en résulte la création du Mansion House Fund et du Mansion House Commity, dont Jacobs est le secrétaire de 1882 à 1900. Pendant ces années, il consacre beaucoup de temps aux études anthropologiques liées à la « race juive » devenant une autorité sur la question.
En 1888, il prépare avec Lucien Wolf (en) la Bibliotheca Anglo-Judaica: A Bibliographical Guide to Anglo-Jewish History et, en 1890, les English Fairy Tales, premier d'une longue série de livres de contes de fées qu'il publie pendant les dix années qui suivent. Il écrit pour l’Athenaeum un grand nombre d'articles sur la littérature ; l’Athenaeum en publie une collection un an plus tard, parmi lesquels George Eliot, Matthew Arnold, Browning, Newman, Essays and Reviews from the Athenaeum. La même année paraissent ses Studies in Jewish Statistics, en 1892 Tennyson et « In Memoriam » et en 1893 son ouvrage important sur les Juifs de l'Angleterre angevine.
En 1894 sont publiées ses Studies in Biblical archaeology et An Inquiry into the Sources of the History of the Jews in Spain, qui lui valent d'être fait membre correspondant de l'Académie royale d'histoire de Madrid. Son As Others Saw Him, un roman historique traitant de la vie du Christ, est publié anonymement en 1895 et l'année suivante paraissent ses Jewish Ideals and other Essays. Cette année-là, il est invité aux États-Unis à donner un cycle de conférences sur la « Philosophie de l'Histoire juive ». L'Histoire de la découverte géographique est publiée vers la fin de 1898 et connaît plusieurs éditions. Depuis 1896, il compilait et révisait le Jewish Year Book et il préside la Société Historique juive d'Angleterre en 1898-99. En 1900, il accepte une proposition pour devenir rédacteur en chef chargé de réviser la Jewish Encyclopaedia qui s'élaborait alors à New York.
Joseph Jacobs s'installa définitivement aux États-Unis. Il écrit de nombreux articles pour la Jewish Encyclopaedia dont il supervise le style dans toute la publication. Après l'achèvement de l'ouvrage, en 1906, il devient registrar et professeur d'anglais au Jewish Theological Seminary of America à New York. En 1908, il est nommé membre d'un conseil de sept personnes chargé de faire une nouvelle traduction en anglais de la Bible pour la Jewish Publication Society of America. En 1913, il démissionne de ses postes au séminaire pour devenir rédacteur en chef de The American Hebrew.
Il meurt le 30 janvier 1916. Il avait épousé Georgina Horne qui devait lui donner deux fils et une fille. En 1920 fut publié à Philadelphie le Livre I de ses Jewish Contributions to Civilization, qui était pratiquement fini au moment de sa mort.

## Folklore

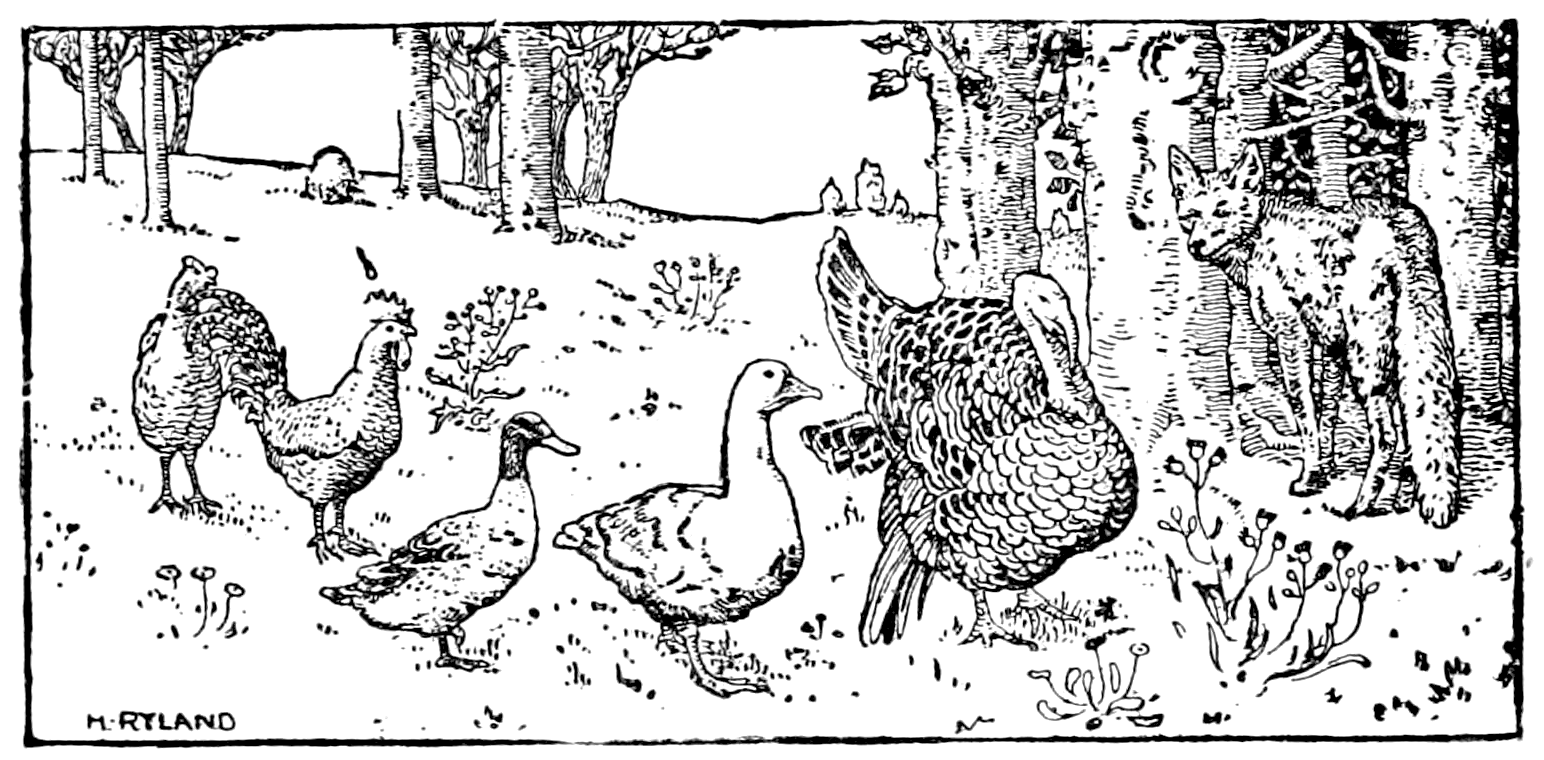
Illustration de Henry Ryland dans les English Fairy Tales de Joseph Jacobs pour Henny-Penny.

En 1899-1900, Joseph Jacobs commença à éditer le journal Folklore et de 1890 à 1912 il édita plusieurs collections de contes de fées illustrés par John Dickson Batten : English Fairy Tales, More English Fairy Tales, Celtic Fairy Tales, More Celtic Fairy Tales, Indian Fairy Tales et European Folk and Fairy Tales. Il y avait été inspiré par les Frères Grimm et le nationalisme romantique commun aux folkloristes de son époque ; il voulait que les enfants anglais eussent accès aux contes de fées anglais, alors qu'ils lisaient principalement des récits français et allemands ; selon ses propres termes, « ce que Perrault a commencé, les frères Grimm l'ont parachevé ».
Bien qu'il ait recueilli un grand nombre de récits sous le nom de contes de fées, beaucoup d'entre eux se laissent mal classer. Binnorie et Tamlane sont des ballades mises en prose, The Old Woman and Her Pig une comptine, Henny-Penny est une fable et The Buried Moon comporte des sous-entendus mythiques dans une mesure inhabituelle pour des contes de fées. Selon sa propre analyse des English Fairy Tales, « sur les quatre-vingt-sept histoires contenues dans mes deux volumes, trente-huit sont à proprement parler des Märchen, dix des sagas ou des légendes, dix-neuf des récits bouffons, quatre des histoires cumulatives, six des histoires d'animaux et dix des histoires où l'on nage dans l'absurde ».

## Publications
Outre les ouvrages déjà mentionnés, Joseph Jacobs a édité les Fables d'Ésope, imprimées d'abord par Caxton (1889), Painter's Palace of Pleasure (1890), Baltaser Gracian's Art of Worldly Wisdom (1892), Howell's Letters (1892), Barlaam and Josaphat (1896), The Thousand and One Nights (6 vols, 1896) et d'autres encore. Il contribua aussi à Encyclopaedia Britannica et à l'Encyclopaedia of Religion and Ethics de Hastings.

## Source
- (en) Cet article est partiellement ou en totalité issu de l’article de Wikipédia en anglais intitulé « Joseph Jacobs » (voir la liste des auteurs).